# Spermadonation i Sverige
Spermadonation eller (manlig) könscellsdonation innebär donation av sperma till ett reproduktionscentrum, en privat klinik eller till enskilda. En spermadonator som har donerat till den offentliga sjukvården har inte några skyldigheter gentemot barnet, men har samtidigt inte heller rätt att få veta barnets identitet. Barnet har däremot enligt svensk lag rätt att få reda på donatorns identitet när barnet fyllt 18 år.

## Tillgång och efterfrågan
I Sverige har köerna för insemination blivit längre sedan 2005 då det blev lagligt för samkönade par att få assisterad befruktning.

## Krav
De flesta offentliga kliniker har följande krav på donatorer:
- Vara 20–45 år gammal [2]
- Vara införstådd med vad det innebär att vara donator
- Vara frisk
- Ha spermier som tål nedfrysning [3]

Följande är inte strikta krav, men anses dock fördelaktiga:
- Leva i en parrelation
- Redan ha fått de barn man önskar
- Ha diskuterat igenom detta med sin partner så att båda är överens

Det finns ingen lag som förbjuder att man donerar till ett barnlöst par som man känner. Informationen på denna sida handlar främst om spermiedonationer i kliniker.

### 18–55 år gammal
Den undre gränsen är 18 år, även om sjukhusen helst vill att donatorerna är minst 25 år gamla. Det är dock upp till ansvarig läkare om en person godtas som donator eller inte. Mogna spermier har män vid det här laget utvecklat för länge sedan, men det är en fråga om personlig mognad som avgör om man godtas eller inte.
Även den övre gränsen kan variera från sjukhus till sjukhus. Ju äldre man är, desto sämre spermakvalitet kan fås och chansen är mindre att proven ska kunna användas till befruktning. Detta är en gradvis process och inte något som sker helt plötsligt, vilket gör att en definitiv gräns inte kan dras.

### Vara införstådd
Det som läggs störst vikt vid på sjukhusen är att donatorn inte garanteras anonymitet. Barn som kommit till genom donatorinsemination i Sverige har rätt att få veta vem donatorn är när de nått vuxen ålder.

### Frisk
Att vara frisk betyder att inte ha några sjukdomar som kan överföras till antingen den mottagande kvinnan eller till barnet. Bara vissa testas, men man bör även överväga andra sjukdomar innan man går vidare i processen.

### Ha spermier som tål nedfrysning
Till skillnad från de andra kraven kan det vara svårt att veta om ens spermiekvalitet räcker till för spermiedonation. Även om man har tillräckligt bra kvalitet för att få barn på egen hand, så kanske det inte räcker till för donation. I donation ska t.ex. spermierna dessutom frysas ner och tinas upp, och det är inte för alla män som detta går. 
Det är dock först efter det första spermaprovet som man kan få besked om hur man ligger till.

## Procedur
Själva donationen består i sig av flera delar:
1. Kontakt med offentlig klinik
2. Möte med läkare
3. Möte med kurator/psykolog
4. Blod-, urin- och spermaprov
5. Inlämnande av spermaprov
6. Ersättning
7. Uppföljande blodprov

### Kontakt med offentlig klinik
Det är bara offentliga kliniker i Sverige som har insamlingsenheter för spermiedonatorer. Dessa är:
- Karolinska Universitetssjukhuset, Huddinge i Stockholm
- Sahlgrenska Universitetssjukhuset, Göteborg
- Akademiska sjukhuset, Uppsala
- Universitetssjukhuset, Örebro
- Universitetssjukhuset i Linköping
- Skånes universitetssjukhus

Personalen har tystnadsplikt.

### Möte med läkare
Syftet med läkarsamtalet är att läkaren bedömer lämplighet att bli donator. Det är inget regelrätt förhör, utan pågår som ett normalt samtal. 
Man får en kallelse en tid innan, där det står tid och plats för samtalet. Ibland kan mötet med kurator/psykolog vara det första, och läkarmötet efteråt.
Det som prövas är:
1. Att man är införstådd med vad det innebär att vara donator
2. Att man är frisk

Dessutom antecknas personliga egenskaper.
Läkaren frågar om till exempel ens motiv till att bli donator, för att veta att man är införstådd med vad det innebär.
Innan mötet får man även en blankett där man fyller i sitt hälsotillstånd, men även om allvarliga sjukdomar inom släkten. Detta gås sedan igenom tillsammans med läkaren.
En enkel kroppslig undersökning ingår också. Det är inget krav att genomgå en genital undersökning, men om läkaren ber om det så är det bara för att se att inga symtom på könssjukdomar föreligger. 
Ögon-, hud- och hårfärg, vikt och kroppslängd antecknas. Detta används av personalen för att matcha ihop donator med ett mottagarpar med en make som ser ungefär likadan ut.

### Möte med kurator/psykolog
Detta möte är till för att sjukhuset vill vara alldeles säker på att man vet vad spermiedonation betyder. Även det är ett samtal med kuratorn eller psykologen.
Efter detta får man fylla i ett medgivande.

### Ifyllnad av medgivande
Ända tills nu har ingenting varit bindande, och man har utan problem kunnat tacka nej och gå därifrån om det inte känns rätt av någon anledning.
Medgivandet man skriver under är kontraktet mellan en själv och sjukhuset att man blir spermadonator till denna. Oftast är det detta dokument som fylls i.
Dock har man i praktiken fortfarande möjligheten att avbryta att barn blir till av ens prov fram till det uppföljande blodprovet 6 månader efter första donationen.

### Blod, urin och spermaprov
När läkar- och kurator/psykologsamtalen är klara och medgivande inlämnat kan man lämna blod, urin och spermaprov.
Blodprovet:
Detta tas genom ett stick i armvecket, vilket tar högst en halv minut. Genom detta kan tester göras för:
1. HIV 1+2
2. HTLV 1+2
3. Hepatit B
4. Hepatit C
5. Syfilis

Dessutom fastställs vilken blodgrupp man har.
Urinprovet:
Detta prov tas genom att man får en mugg, går in på toaletten och fyller den till den grad som anvisas av personalen.
Spermaprovet
Spermaprovet tas samtidigt som de övriga proven, eller så får man en kallelse till att komma tillbaka några dagar senare, då det behöver förberedas i laboratoriet för provet. Det är nämligen bara en liten del av provet som behövs för undersökningen, medan resten kan frysas ner och bli den första spermadonationen. Provet tas på samma sätt som resten av spermadonationerna som nämns nedan. Detta spermaprov är till för att mäta spermiekvaliteten.
Det tar några dagar för laboratoriet att mäta spermakvaliteten. Man kan be att få resultatet postat, om man vill ha besked. Om det blir godkänt får man dock en kallelse skickad till nästa spermaprov.

### Inlämning av sperma
Spermaproven ges i plastbehållare, som man antingen får av personalen, eller som ligger framme så att man kan ta själv. På dessa skriver man sitt personnummer.
Fyllnaden av behållaren kan ske antingen på valfri plats eller i ett rum på sjukhuset särskilt tillägnat detta.

### Inför nästa donation
Det är inga andra prov eller tester som behöver göras för varje inlämning.
Sjukhusen rekommenderar ca en veckas väntan innan nästa prov kan doneras. Maximalt spermieantal når dock sitt maximum efter ca två dygn, eftersom ungefär lika många spermier degenererar som det nybildas vid det laget.
Dock behöver man inte lämna in maximalt antal prov. Man skulle kunna lämna enbart det första spermaprovet också om man vill det.

### Ersättning
Ersättningen ligger mellan 300 och 500 kr per inlämnat prov plus, i vissa fall, reseersättning. Summan kan betalas till ens bankkonto som man uppger till personalen, men det vanligaste är att man får pengarna direkt i handen och får signera ett intyg på att man mottagit pengarna.
Inget rapporteras till skattemyndigheten.

### Uppföljande blodprov
Det finns inget pålitligt test för att man skulle kunna ha smittats med HIV strax innan donationerna. Därför behövs ett uppföljande test för HIV 6 månader efter senast inlämnat spermaprov. Till dess förvaras spermaproverna nedfrysta. I ett sådant förvar finns det nästan ingen gräns för hur länge de kan bevaras.
Provet är ett blodprov, som vanligtvis tas i armvecket. Det behöver dock inte ske just på samma sjukhus som spermaproven lämnades till, utan kan ske på vilket sjukhus eller vårdcentral som helst i Sverige. Blodet testas och svaret skickas till sjukhuset man lämnat till.
Först när sjukhuset där man donerat fått svar, och som inte tyder på HIV, kan spermaproverna användas för insemination åt barnlösa kvinnor.
Man kan backa ur här, eftersom inga barn kan bli till av ens prover om inte detta blodprov lämnas in. Dock vore det ett stort slöseri med resurser att ha fryst ner proverna och bevarat dem i onödan. Därför är man ofta mer eller mindre rättsligt förpliktad att lämna in det uppföljande blodprovet genom medgivandet man fyllde i under donationerna.
Även i dessa fall erbjuds å andra sidan möjlighet att backa ur, fram till dess att behandlingen av den mottagande kvinnan sätter igång.
Om man vill kan man få besked från sjukhuset hur många barn man gett upphov till. För detaljer mer detaljerade än så råder dock sträng anonymitet om paren som mottagit sperman.

### Registrering och bevaring
Spermaproven märks med en kod i stället för med ens personnummer. Att koden leder till en själv antecknas på ett separat dokument, som blir ens "särskilda journal". Denna journal låses in så att den varken kan läsas av obehöriga eller att den skulle kunna gallras ut och slängas under årens lopp. På ett sådant sätt måste den speciella journalen bevaras under minst 70 år.
De enda tillfällena som förvaringsutrymmet skulle kunna låsas upp och journalen användas är när barnet vill söka upp donatorn, samt om det är nödvändigt i faderskapsmål. I det senare fallet har domstolen rätt att begära in uppgifter ur den särskilda journalen. Det kan också bli nödvändigt att man kontaktas senare i livet för blodprovstagning eller, i sällsynta fall, någon annan utredning. Det är dock väldigt osannolikt att en sådan utredning skulle behövas, då den omöjligtvis skulle kunna handla om att man själv skulle dömas att vara pappa till barnet, vilket man är immun mot.

## Berätta för andra
Det är upp till donatorn själv att berätta för andra om sin verksamhet.

## Anonymitet
Kvinnan och hennes eventuella partner är helt anonym för donatorn, och donatorn är helt anonym för kvinnan och hennes eventuella partner. Visserligen paras par ihop med en spermadonator som är lik den i paret som inte genom graviditet ska bära barnet, utifrån hårfärg, hudfärg, ögonfärg och längd, men detta görs vanligen av ansvarig läkare. Med andra ord får paret vanligtvis inte tillgång till sådan detaljerad information. Dessutom har sjukhusen ofta inte möjlighet att para ihop särskilt exakt, då efterfrågan bland par är större än tillgången på donatorer. I dag saknas det nämligen något uttryck i lagen om att paret själva skulle kunna få ta del av ens egenskaper för att vara med och välja. Dock kan paren få ta del av informationen vid vissa av universitetssjukhusen.
Å ena sidan kan rättsligt faderskap till barnet inte genom lag påläggas spermadonatorer.
Å andra sidan, om donatorn absolut själv vill, så kan det genom genetisk undersökning fastställas om man har donerat till kvinnan. För detta måste dock kvinnan ha hittat donatorn på egen hand, då sjukhusen inte förmedlar uppgifter till varken donatorn eller kvinnan. Om donatorn dessutom inte själv går med på att göra en sådan genetisk undersökning så får den heller inte göras.

## Privata donationer
Privata donationer, eller heminseminationer, är de som sker utan inblandning av offentliga kliniker.
I privata donationer behöver inte de offentliga klinikernas regler om t.ex. friskhet, motivationer eller max antal barn per donator gälla. En privat donator är inte i lag befriad från underhållsskydd, utan avhållsamheten från barnet från donatorns sida är då snarare en förhandling direkt med mottagaren.

## Mottagare
I Sverige kan samkönade par, olikkönade par och ensamstående kvinnor få donatorinsemination. Flera hundra ensamstående kvinnor reser även varje år utomlands, till t.ex. Danmark, Finland eller Lettland, för att få hjälp med insemination.

## Kontakt med genetiskt barn
Även om kvinnan och hennes eventuella partner inte får vetskap om donatorn, så har barnet rätt att få veta sitt genetiska ursprung när det är moget nog. När barnet är moget nog kan dock variera mycket från barn till barn. Vissa barn får reda på sitt ursprung först efter 18-årsåldern, medan andra får höra det redan när de är små. Även om de är små när de vet så dröjer det kanske lång tid innan de, om alls, söker upp donatorn.
Hur barnet får kontaktuppgifter om donatorn: När barnet får reda på vilket sjukhus som behandlingen skedde på kan denne kontakta det. Kliniken öppnar då kvinnans motsvarande speciella journal, där det står antecknat vilken kod det stod på spermaprovet som har befruktat kvinnan. Förvaringsplatsen för spermadonatorernas speciella journaler låses upp och söks igenom efter denna kod tills donatorns egen journal hittas. Barnet får då reda på donatorns personnummer, med vilket det även går att få reda på namn och folkbokföringsadress. Med hjälp av detta kan barnet sedan kontakta donatorn.
Det är dock långt ifrån alla barn som blivit till med hjälp av donation som någonsin kontaktar donatorn.